# 新蒲崗工廠大廈

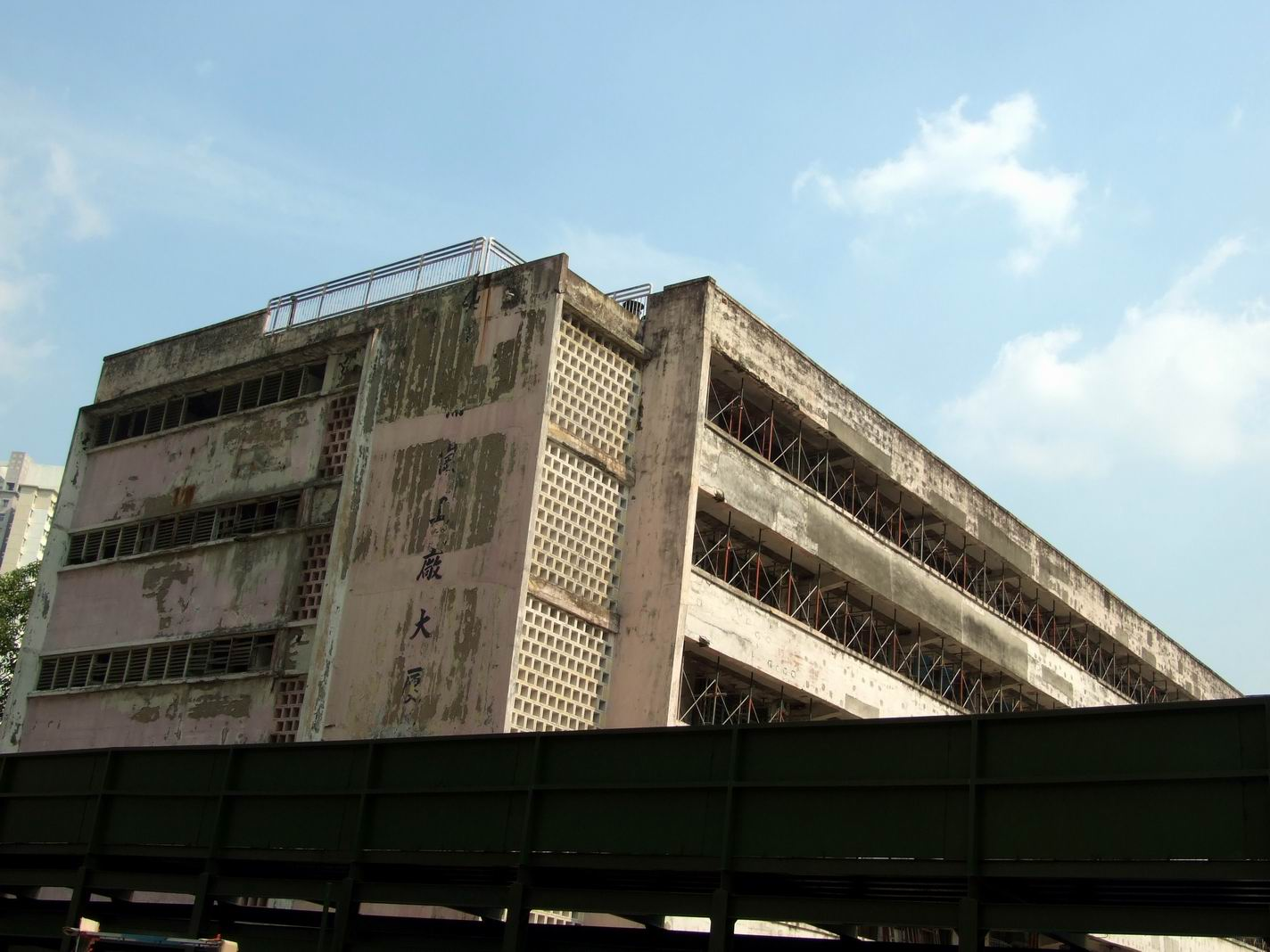
在拆卸中的新蒲崗工廠大廈最後一幢第四座（2007年），現為啟新道用地。

新蒲崗工廠大廈（英語：San Po Kong Factory Estate），是位於香港九龍黃大仙區新蒲崗的一個徙置工廠大廈，鄰近太子道東及私人機構參建居屋采頤花園，由前徙置事務處在1962年至1965年間興建而成，並於1973年起由香港房屋委員會接手管理。該工廠大廈共有六座五至七層高大廈，提供逾兩千個單位，工廠區域分為兩個部分，分佈在今日東啟德遊樂場以西及以南地方。由於房委會認為大廈設計不合時宜，且樓宇結構惡化造成維護成本高昂，於是在2003年9月宣佈清拆該工廠大廈，2006年2月收回所有單位，翌年拆卸。東啟德遊樂場以南地皮隨後成為首個綠表置居計劃屋苑景泰苑及啟新道用地，而東啟德遊樂場以西地皮部分則是東華三院青少年全人成長中心－東蒲。

## 簡介
新蒲崗工廠大廈曾稱為「新蒲崗徙置工廠大廈」，由六座無升降機及獨立廁所的大廈組成，在1962年至1965年間興建。事緣啟德機場新跑道於1958年9月啟用，原本屬機場範圍的蒲崗一帶，因為機場南移而改為設立工業區，即今日的新蒲崗，加上太子道東在1962年延伸至彩虹邨一帶，促進那裡工業發展，當時政府工務司署受徙置事務處委託在新蒲崗東南部興建工廠大廈，為九龍的寮屋區及平房區內工廠或工場提供重配單位。
該工廠大廈有四座五層及兩座七層高長條型大廈，全部採用近似第二型徙置大廈的版本而建，提供2,008個實用面積為24平方公尺的單位，總樓面面積近4.81萬平方公尺。工廠區域分為兩個部分，其中第一至四座位於今日東啟德遊樂場以西，與三祝街直向並行，而第五至六座位於今日東啟德遊樂場以南，與太子道東橫向並行。1973年4月1日，香港房屋委員會成立，所有工廠大廈均轉由房委會管理。
| 樓宇座號 | 落成年份 | 拆卸年份 | 層數 | 重建後原地所屬的樓宇 |
| -------- | -------- | -------- | ---- | -------------------- |
| 第一座   | 1962年   | 2007年   | 5    | 東蒲                 |
| 第二座   | 1962年   | 2007年   | 5    | 東蒲                 |
| 第三座   | 1963年   | 2007年   | 5    | 東蒲                 |
| 第四座   | 1963年   | 2007年   | 5    | 啟新道               |
| 第五座   | 1965年   | 2007年   | 7    | 景泰苑、啟新道下通道 |
| 第六座   | 1965年   | 2007年   | 7    | 景泰苑、啟新道下通道 |

## 現況
房委會曾在1989年檢討其轄下工廠大廈的情況，決議長遠逐步減持工廠大廈單位，以集中發展公共房屋，於是房委會在1990年代起開始清拆舊式工廠大廈以作重建。房委會到2000年11月推行「提早退租計劃」，鼓勵包含新蒲崗等五個剩餘舊式工廠大廈的租戶自願終止租約，房委會也在2001年9月停止出租該類單位。直至2005年3月尾，新蒲崗工廠大廈有七成租戶參與提早退租計劃，房委會也收回約七成的單位及租約，是上述五個剩餘舊式工廠大廈中比例最高者。
事實上，新蒲崗工廠大廈的樓宇結構在2000年代開始惡化，混凝土強度出現問題，外牆部分尤其是近公用廁所的一面明顯剝落，房委會也動用大型支架支撐樓宇以策安全。到2003年9月，房委會策劃小組委員會基於大廈結構惡化，維修及管理費用高昂，決議清拆新蒲崗工廠大廈，並安排受影響租戶競投其他工廠大廈單位，最初計劃2005年5月尾收回，及後延遲三次。雖然提早退租的租戶較多，但另外留下來的租戶卻不滿賠償安排，拒絕搬走，其中56名租戶向房委會上訴卻遭駁回。2006年2月，尚有40名租戶仍拒絕交回，房委會派人強制收回所有單位，成功封閉大廈到翌年拆卸。
房委會曾表示會展開環境評估研究，決定清拆後的地皮是否適合作發展公屋用途，後來更計劃興建兩至三幢公屋大廈，不過由於地皮鄰近采頤花園，引起屋苑業主關注屏風樓問題。業主代表曾在2011年向香港城市規劃委員會提出申請，要求將地皮改作休憩用途，指出地皮不宜建住宅，房委會跟采頤花園居民團體商討後，最終決定在原工廠大廈第五及六座位置，只建一幢樓高33層的公屋大廈。2016年，房委會因應《施政報告》而推出綠表置居計劃，選擇興建中之公屋項目出售給租住公屋租戶等人士，首個選址就是定在上述公屋大廈，這幢大廈在2017年6月落成，即現時的景泰苑。政府也利用部分景泰苑用地及原第四座位置，興建啟新道及其下通道。至於原第一至三座用地一度成為露天停車場，2017年起交予東華三院興建青少年全人成長中心－東蒲以配合起動九龍東計劃，該中心已於2024年1月20日開幕。

## 外部連結
- 工廠大廈（页面存档备份，存于），香港房屋委員會